# Vladimir Kuspish
Vladimir Kuspish es un deportista soviético que compitió en judo. Ganó una medalla de oro en el Campeonato Europeo de Judo de 1965, en la categoría de –70 kg.

## Palmarés internacional
| Campeonato Europeo | Campeonato Europeo | Campeonato Europeo | Campeonato Europeo |
| Año                | Lugar              | Medalla            | Categoría          |
| ------------------ | ------------------ | ------------------ | ------------------ |
| 1965               | Madrid (España)    | Medalla de oro     | –70 kg             |